# 天野喜孝
天野喜孝（1952年3月26日—），本名天野嘉孝，日本静岡市出生的畫家、以及人物設計師和插畫家，擅長舞台劇美術和服裝設計。他的畫作在各種創作活動中，共有動畫人物設計、電玩遊戲視覺概念設計、書籍的封面設計與內頁插畫，舞蹈、戲劇、電影的場景設計、背景美術設計、服裝設計等。
從《N.Y.SALAD》到《救難小英雄》，天野喜孝設計的夢幻插畫人物使他在眾多畫家中特立獨行。他細緻妖艷和有幻想性的繪畫風格，使他在歐美的人氣很紅，天野在紐約、倫敦、巴黎、里昂、科隆、香港等地都舉辦過他的巡迴畫展。
20世纪90年代以来，天野喜孝已经创造和展示他标志性的复古流行的图标在画廊为特色的绘画世界各地，主要是铝框面板与丙烯酸和汽车涂料绘画。
他曾5次获得星云赏，并且还在1999年与尼爾·蓋曼以《睡魔：梦想猎人》赢得了布拉姆史托克奖。

## 生平
- 1967年，進入龍之子動畫製作公司，並以天野嘉孝的名義為《小蜜蜂》（昆蟲物語みなしごハッチ）、《科學小飛俠》（科學忍者隊ガッチャマン）、《救難小英雄》（日語：タイムボカン，英語：Time Bokan）等動畫負責人物設計的工作。
- 1981年，插畫連作「トワイライト・ワ−ルズ」在SF雜誌發表。
- 1982年，離開公司獨立。同年在雜誌、繪本、書籍插畫中不斷創作。
- 198X年　正式改名為天野喜孝。
- 1987年，負責《最終幻想》（英語：Final Fantasy）的人物設計。
- 1990年，負責日本舞台劇《なよたけ》的背景美術設計。
- 1993年，個人映像作品《天野喜孝～華麗なる幻想美の世界～》正式發售。
- 1993年，日本福島縣大沼郡金山町井村君江「妖精美術館」的彩繪玻璃設計。
- 1994年，負責舞台劇《海神別莊》的背景美術設計與服裝設計。
- 1996年，負責日本舞台劇《楊貴妃》的背景美術設計。
- 2001年，負責電影《陰陽師》的服裝設計。
- 2007年，擔任電影《夢十夜》（ユメ十夜）第7夜的電影監督。
- リトグラフ、CDジャケット、京友禅（着物）のオリジナルデザイン
- 2012年，負責電影《畫皮II:轉生術》的概念設計。
- 2021年，接受日本日蓮宗邀請。耗時1年完成高1890mm，寬1510mm，重達40kg的《法華經畫》。

## 獲獎紀錄
- 1983年至1986年，日本「星雲獎」第14屆至第17屆，連續四屆獲藝術部門大獎。
- 2000年，美國「艾斯納獎」《The Sandman: The Dream Hunters》。（尼爾·蓋曼共同獲獎）
- 2000年，画家「としてドラゴン・コン賞、ジュリー賞」受賞。
- 2007年，「第38回星雲賞」受賞。

## 著書・畫集
- 《天野喜孝画集 魔天》大型本，1984年12月，朝日ソノラマ（ISBN 4257031859）
- 《幻夢宮》 単行本，1986年2月，新書館（ISBN 4403010296）
- 《イマジン》（天野喜孝動畫畫集），1987年3月，新書館（ISBN 4403010318）
- 《飛天―天野喜孝画集》大型本，1989年8月，朝日ソノラマ（ISBN 4257032294）
- 《ファイナルファンタジー モンスターマニュアル―天野喜孝插畫集》単行本，1989年3月，JICC出版局(現 宝島社)
- 《天馬之夢―アルスラーン戦記插畫集》大型本，1991年8月，角川書店（ISBN 4048521764）
- 《DAWN―天野喜孝空想画集 ファイナルファンタジーの世界》大型本，1991年8月，NTT出版
- 《月の王 MON MUS´EE ポケット詩画集》単行本，1992年11月，ANZ堂（ISBN 4816412247）
- 《MONO幻視の英雄たち》（モノクロのイラスト集）大型本，1993年8月，ANZ堂
- 《ファイナルファンタジーVI―Character collections》単行本，1994年2月，NTT出版
- 《JAPAN―FINAL FANTASY》（最終幻想）大型本，1994年8月，NTT出版
- 《花天―天野喜孝画集》単行本（ソフトカバー），1994年8月，講談社
- 《天野喜孝 グイン・サーガ画集》単行本（ソフトカバー），1996年3月，早川書房
- 《天野喜孝「妖精」mon musee serie》大型本，1996年12月，あんず堂（ISBN 4872821025）
- 《天野喜孝タロットカード画集》大型本，1997年7月，光風社出版 [永久]
- 《源氏物語-天野喜孝美術館シリーズ》大型本，1997年8月，あんず堂（ISBN 4872821033）
- 《1001 Nights》（一千零一夜）角川文庫版，1999年4月，角川書店
- 《美天―天野喜孝画集》単行本（ソフトカバー），1999年10月，朝日ソノラマ（ISBN 4257035781）
- 《吸血鬼獵人"D"―天野喜孝画集》単行本（ソフトカバー），2000年9月，朝日ソノラマ
- 《メルヒェン》単行本（ソフトカバー），2000年9月，あんず堂（ISBN 487282105X）
- 《魔笛》大型本，2001年10月，朝日ソノラマ（ISBN 4257036400）
- 《喜天―天野喜孝画集》大型本，2001年12月，朝日ソノラマ（ISBN 425703646X）
- 《天野喜孝全版画集》大型本，2002年3月，美術出版社
- 《N.Y.SALAD―THE WORLD OF VEGETABLE FAIRIES》大型本，2002年5月，天野喜孝事務所
- 《天野喜孝交響曲》大型本，2002年10月，あんず堂（ISBN 4872821076）
- 《Yoshitaka Amano―天野喜孝 墨絵の世界》大型本，2003年10月，美術出版社（ISBN 4568103460）
- 《天野喜孝画集AMANO first》 大型本，2003年12月10日，朝日ソノラマ（ISBN 4257036834）
- 《YOSHITAKA AMANO ”SILENCE” THE ART OF FRONT MISSION 1995～2003》大型本，2004年3月12日，スクウェア・エニックス（ISBN 4757511795）

## 人物設計

### 動畫
- （機甲創世記モスピーダ）
- 《天使之卵》（押井守監督OVA）
- 《吸血鬼獵人D》
- （科学忍者隊ガッチャマン）
- 《系列》（タイムボカンシリーズ ）
- 《小蜜蜂》（昆虫物語みなしごハッチ）
- 《新造人間キャシャーン》
- 《四谷怪談》（怪～ayakashi～）
- 《蔬菜精灵/N.Y.Salad》
- 《exception》

### 電玩遊戲
- 《最終幻想》
- 《雷霆任務》
- 《光明之子》

## 書籍封面與內頁插畫
- 《吸血鬼獵人D》系列：菊地秀行　著
- 《阿爾斯蘭戰記》：田中芳樹 著，角川文庫版
- 《創龍傳》：田中芳樹 著，講談社ノベルス版
- 《マヴァール年代記》：田中芳樹 著
- 《豹頭王傳說》（20～56卷）：栗本薫 著
- 《江戶川亂步推理文庫》：江戶川亂步　著
- 《敵人是海賊》：（以平假名あまのよしたか的名義）
- 《妖説太閤記》：山田風太郎 著
- 《甲賀忍法帖》：山田風太郎 著
- 《キマイラ・吼》：夢枕獏　著
- 《餓狼傳》：夢枕獏 著
- 《妖說源氏物語 壹》：富樫倫太郎 著，中央公論新社，2003年12月（ISBN 4125008272）
- 《妖說源氏物語 貳》：富樫倫太郎 著，中央公論新社，2004年4月25日（ISBN 4125008442）
- 《夢の狩人―The sandman》尼爾·蓋曼著，2000年10月，インターブックス（ISBN 4924914339）／《The Sandman: The Dream Hunters （Sandman）》 尼爾·蓋曼著，DC Comics，1999年11月1日（ISBN 1563895730）
- 《エルリック|エルリック・サーガ》シリーズ：マイケル・ムアコック，ハヤカワ文庫SF（1984年 - ）
- 《紅衣の公子コルム》シリーズ：マイケル・ムアコック，ハヤカワ文庫SF（1982年 - ）
- 《エレコーゼ|エレコーゼ・サーガ》シリーズ：マイケル・ムアコック，ハヤカワ文庫SF（1983年 - ）
- 《ブラス城年代記》シリーズ：マイケル・ムアコック 創元推理文庫（1988年 - ）
- 《ホーカ》シリーズ（あまのよしたか名義）
- 《コタツ》講談社文庫イメージキャラクター（あまのよしたか名義）

## 影音產品
- DVD:《天野喜孝～華麗なる幻想美の世界～》Vol.1《創》、Vol.2《時》、Vol.3《天》
- DVD:《天使之卵》 ASIN B00005HXXJ

## 外部連結
- Yoshitaka Amano Official WebSite （页面存档备份，存于）
- Yoshitaka Amano Official Online Store （页面存档备份，存于）
- （日語）天野喜孝的官方部落格 （页面存档备份，存于）
- （英文）Amano's World - The Art of Yoshitaka Amano
- （日語）妖精美術館 （页面存档备份，存于）
- （英文）天野喜孝 in pinkwork（sound & video） （页面存档备份，存于）